# Daphnella lymneiformis
Daphnella lymneiformis is een slakkensoort uit de familie van de Raphitomidae. De wetenschappelijke naam van de soort is voor het eerst geldig gepubliceerd in 1840 door Kiener.